# Calle 163–Avenida Amsterdam (línea de la Octava Avenida)
La Calle 163 es una estación en la línea de la Octava Avenida del Metro de Nueva York de la B del Brooklyn-Manhattan Transit Corporation. La estación se encuentra localizada en Washington Heights, Manhattan entre la Avenida St. Nicholas y la Avenida Amsterdam. La estación es servida en la madrugada por los trenes del Servicio  y en el día y la noche por el servicio .

## Lugares de interés
- Morris-Jumel Mansion (una cuadra al este de Roger Morris Park)
- Sylvan Terrace (100 yardas/91 m) de la entrada del metro)

## Enlaces externos

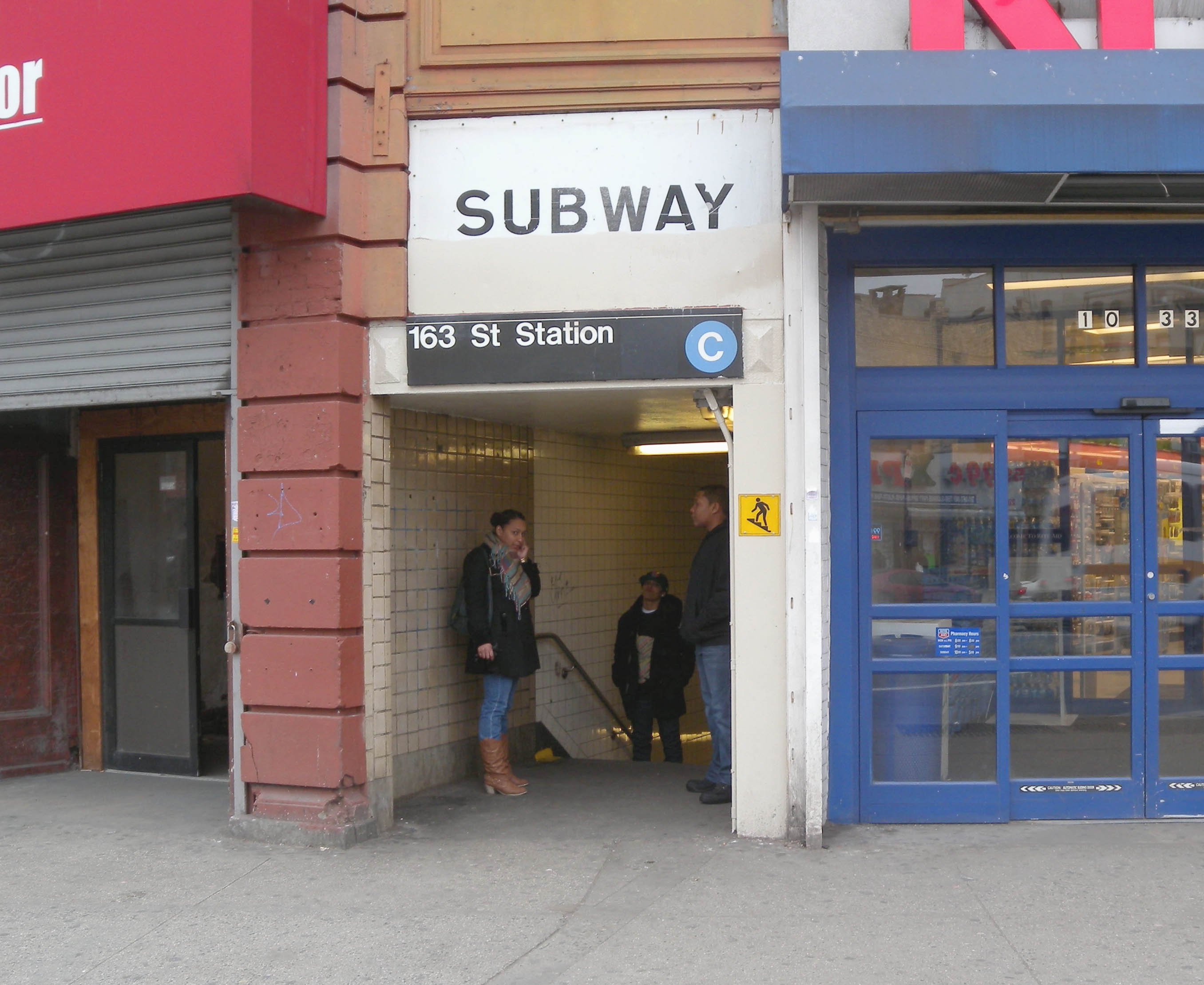
Entrada.